# Katukina-Sprachen
Die Katukina-Sprachen sind eine kleine indigene Sprachfamilie Südamerikas, die im östlichen Brasilien verbreitet ist und aus nur drei Sprachen besteht:
- Kanamarí [knm] (ca. 1.700 Sprecher)
- Katawixi [xat] (ca. 10 Sprecher)
- Katukína [kav] (praktisch ausgestorben)

(In eckigen Klammern ist jeweils der Sprachcode nach ISO 639-3 angegeben.)